# 劉香谷
劉香谷（1910年—1997年），是一名前網球運動員，被稱為「網球皇后」，山東臨淄人，國立中央大學畢業。父親劉維華在二次革命中遭到鎮壓而犧牲，入祀忠烈祠。丈夫陶鎔為第1屆中華民國立法委員雲南省第二選區民意代表。她參與了1934年遠東運動會網球比賽，曾與丈夫赴英國，後隨國民政府來到台灣。1952年，以雲南省婦女團體代表身份遞補第一屆中華民國國民大會代表。1958年，被選為當年亞洲運動會網球代表，不僅獲得女子單打銅牌，也和詹秀棉攜手於女子雙打項目奪下銅牌。之後以高齡之姿前往世界各地參加中高年齡組比賽並進行訪問活動。1990年，在萬年國會議題風潮下，對此不滿的劉香谷與無黨籍國大增額代表陳照娥在會議中一言不合，劉香谷憤而換下長旗袍穿上體育服要與陳照娥「一對一挑戰」。1997年於臺北市過世。

## 外部連結
- ITF